# Someshwar
Someshwar là một thị trấn thống kê (census town) của quận Dakshina Kannada thuộc bang Karnataka, Ấn Độ.

## Địa lý
Someshwar có vị trí 13°30′B 75°04′Đ / 13,5°B 75,07°Đ Nó có độ cao trung bình là 338 mét (1108 feet).

## Nhân khẩu
Theo điều tra dân số năm 2001 của Ấn Độ, Someshwar có dân số 20.098 người. Phái nam chiếm 50% tổng số dân và phái nữ chiếm 50%. Someshwar có tỷ lệ 81% biết đọc biết viết, cao hơn tỷ lệ trung bình toàn quốc là 59,5%: tỷ lệ cho phái nam là 85%, và tỷ lệ cho phái nữ là 77%. Tại Someshwar, 11% dân số nhỏ hơn 6 tuổi.